# Angélica Ortiz
Angélica de Jesús Ortiz Sandoval (* 1. Oktober 1924 in Mexiko-Stadt; † 26. Oktober 1996 ebd.) war eine mexikanische Filmproduzentin und Drehbuchautorin.
Ortiz begann ihre Laufbahn fünfzehnjährig als Nebendarstellerin am Theater. 1943 heiratete sie den US-amerikanischen Musiker Arnold Hartman und ging mit ihm in die USA. Dort wurde ihre Tochter, die Sängerin Angélica María geboren. 1949 wurde die Ehe geschieden, und Ortiz kehrte nach Mexiko zurück. Dort produzierte sie gemeinsam mit Julián Duprez die Show Dominó.
1953 begann sie  für die Filmgesellschaft Astral zu arbeiten und produzierte ihren ersten Film, Los que no deben nacer in der Regie von Agustín P. Delgado. Im gleichen Jahr debütierte sie auch als Autorin mit dem Drehbuch zu Ángeles de la calle, 1954 folgte La mujer que se vendió. Für beide Filme übernahm Delgado die Regie. In den folgenden Jahren produzierte sie etwa 20 Filme mit Regisseuren wie Mauricio de la Serna (Pablo y Carolina, 1957), Luis Alcoriza (Tarahumara, 1963 und Tiburoneros, 1963), Carlos Velo, ihrem zweiten Ehemann (Alguien nos quiere matar, 1969), Alberto Isaac (El rincón de las vírgenes, 1972) und Arturo Ripstein (El castillo de la pureza, 1972).
1978 entstand ihr drittes Drehbuch für den Film La guerra de los pasteles, bei dem Fernando Cortéz Regie führte. Seit Ende der 1960er Jahre arbeitete Ortiz auch als Regisseurin für das Theater. Sie adaptierte hierfür u. a. Gigi (1974) und Papacito piernas largas (1975). In beiden wirkte ihre Tochter Angélica Maria mit. In der Folgezeit brachte sie mehrere Stücke für Kinder auf die Bühne, in denen ihre Enkelin Angélica Vale Hauptrollen übernahm.
In den 1980er Jahren begann Ortiz auch für das Fernsehen zu arbeiten. Dort produzierte sie u. a. das Programm El mago de Oz (1985), mehrere Telenovelas (darunter Lupina) sowie mehrere Videoclips. Bis zu ihrem Tod arbeitete sie als Produzentin und Autorin für das Theater.